# Lilian Marguerite Medland
Lilian Marguerite Medland (of Lilian Marguerite Iredale) (Londen in het Verenigd Koninkrijk,  29 mei 1880 –  Queenscliff in Australië,  16 december 1955 ) was een Brits/Australische illustrator en wetenschappelijk tekenaar. Vooral haar afbeeldingen van vogels zijn van hoog artistiek en wetenschappelijk niveau. Zij werd de echtgenote van de malacoloog en ornitholoog Tom Iredale en maakte de illustraties in door hem geschreven monografieën over paradijsvogels en ijsvogels.

## Biografie
Lilian was de dochter van een natuuronderzoeker, jager op groot wild en actief lid van de Zoological Society of London. Zij was een groot liefhebster van dieren en voedde zelf twee welpjes op van een  Afrikaanse leeuw. Toen de dieren volwassen werden, schonk zij ze aan de dierentuin van Londen. Ze kreeg onderwijs van een gouvernante en ze maakte reizen naar Schotland, Oostenrijk en Zwitserland om te skiën en wandelen. Van jongs af aan trok ze erop uit om buiten in de natuur en in de dierentuin tekeningen en aquarellen te maken van dieren. Toen ze zestien jaar oud was begon ze aan een opleiding tot verpleegster aan het Guy's Hospital in Londen. De medisch directeur (chirurg, legerarts en ornitholoog) Charles Stonham ontdekte haar tekentalent en vroeg haar zwart-wit tekeningen te maken voor zijn Birds of the British Islands, een werk in vijf delen waarvoor zij 318 illustraties maakte.
- Zwartwitplaat van visarend van Lilian Medland

In 1907 verloor ze grotendeels haar gehoor door een eerder opgelopen difterieinfectie. Ze werkte desondanks door als verpleegster en illustrator. In 1913 verscheen A History of British mammals met illustraties in kleur van haar hand. In 1913 leerde ze Tom Iredale kennen in het Natural History Museum. In 1923 trouwde ze met hem en emigreerde naar Australië. Pas in 1972 werden 248 onberispelijk bewaarde illustraties van haar ontdekt die zij maakte voor A History of British Birds, een boek dat door de Eerste Wereldoorlog niet kon worden uitgegeven. 
Tussen 1921 en 1925 maakte zij voor Gregory Mathews’ Birds of Australia 53 illustraties. Daarnaast illustreerde zij de monografieën van haar echtgenoot Tom Iredale over ijsvogels en paradijs- en prieelvogels en het boek Birds of New Guinea. 
Zij overleed in 1955 in haar woonplaats Queenscliff 104 kilometer ten zuiden van Melbourne. In 1961 werd haar tekening van een Solanders stormvogel (Pterodroma solandri) postuum gebruikt voor een postzegel en in 2014 verscheen een boek geheel gewijd aan haar vogelillustraties.
- Australian Dictionary of Biography: medland-lilian-marguerite-7082
- Bibsys: 5023391
- Bibliothèque nationale de France: cb17007357m (data)
- Stuttgart Database of Scientific Illustrators 1450–1950: 8753
- International Standard Name Identifier: 0000 0000 6790 9391
- Library of Congress Control Number: nr2004002408
- Nationale bibliotheek van Australië: 36123285
- Trove: 1468002
- Union List of Artist Names: 500018938
- Virtual International Authority File: 94357738
- WorldCat: E39PBJqFRvCXbbRvj9jYctyDbd